# Lamborghini Sián FKP 37
El Lamborghini Sián FKP 37 es un automóvil superdeportivo producido por el fabricante italiano Lamborghini. Fue presentado en línea el 3 de septiembre de 2019, siendo el primer vehículo híbrido eléctrico fabricado por la marca,
Se presentó oficialmente al público en el Salón del Automóvil de Fráncfort de 2019, luciendo una pintura multicapa única en color Verde Gea y Oro Electrum, que adoptan escamas y cristales dorados; mientras que el interior va en color Terra di Sant’Agata Bolognese con cuero de Poltrona Frau.

## Nomenclatura
Su etimología proviene de la palabra "siån", que en el dialecto de Bolonia significa relámpago o "destello de luz". El nombre fue seleccionado para resaltar el hecho de que es el primer automóvil de producción fabricado por la compañía en incluir un componente híbrido. Esto también supone la sexta ocasión en la historia de la firma en que se bautiza a uno de sus coches con un nombre sin ninguna relación directa con la tauromaquia, tales como: el Countach, Silhouette, Sesto Elemento, Centenario y Terzo Millennio.
El sufijo "FKP 37" está relacionado con las iniciales y los dos últimos números del año de nacimiento en honor al fallecido presidente del Grupo Volkswagen, Ferdinand Piëch, quien fue una de las piezas clave en la adquisición de Lamborghini, que pasó a formar parte como subsidiaria del Grupo VAG, por lo que fue renombrado de esa manera.

## Especificaciones y rendimiento

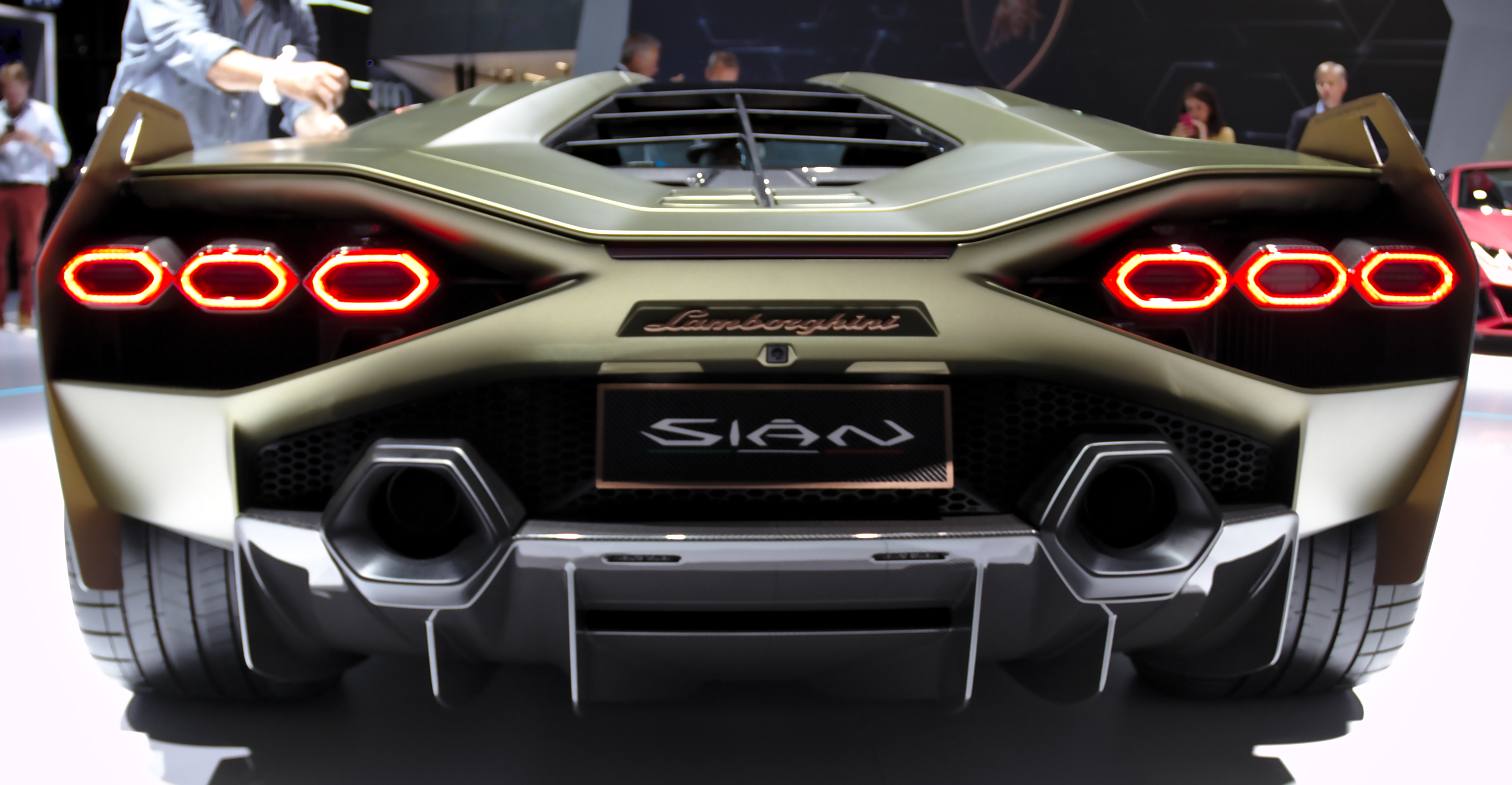
Vista trasera en el Salón del Automóvil de Fráncfort de 2019

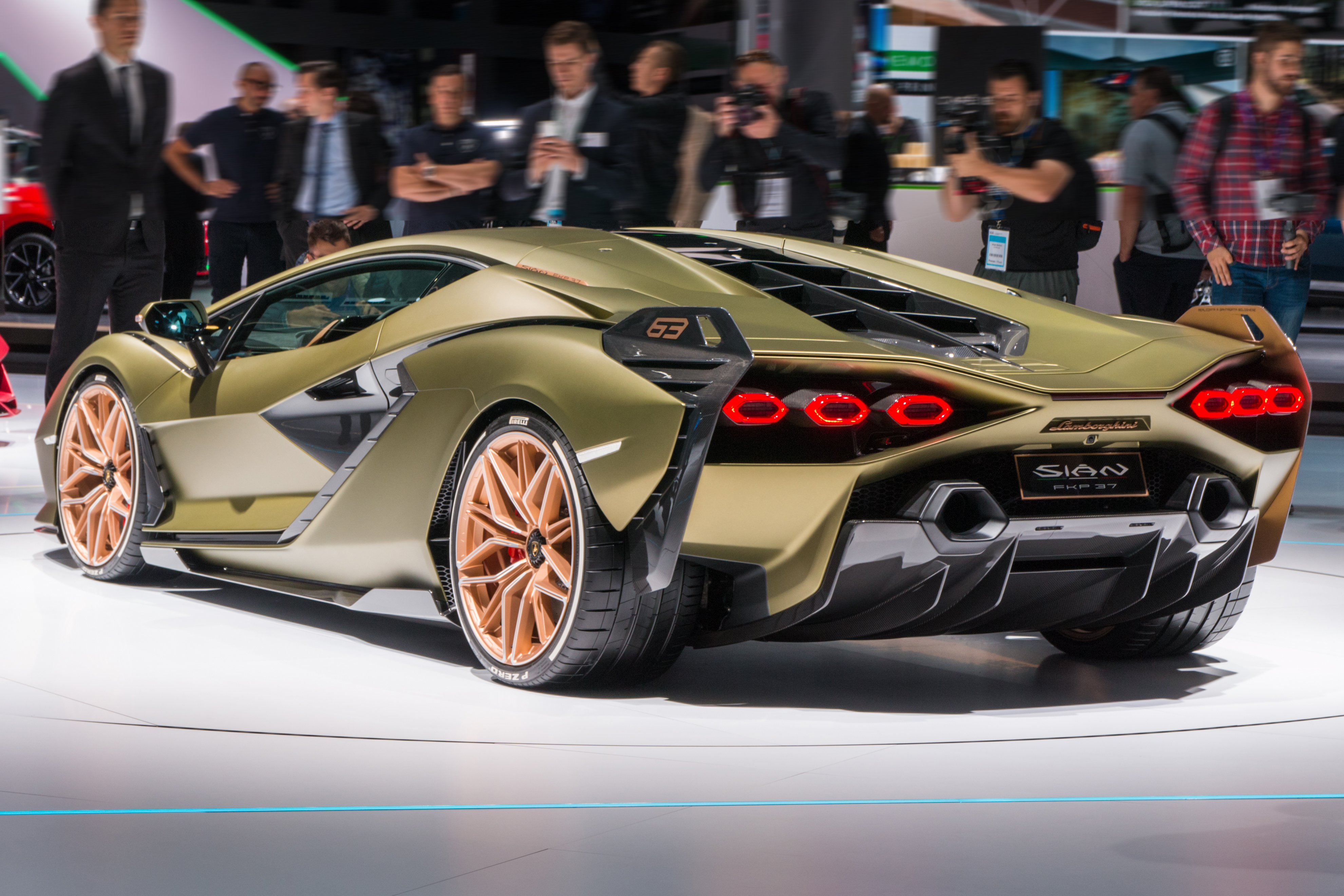
Vista trasera 3/4

Comparte la misma motorización que la variante SVJ del Aventador, aunque entre otras modificaciones, se incluye la adición de válvulas de admisión de titanio, una unidad de control de motor (ECU) reconfigurada y un nuevo sistema de escape, que eleva la potencia de 770 a 785 CV (759 a 774 HP) (566 a 577 kW) a las 8500 rpm, para un total combinado de 819 CV (808 HP; 602 kW), lo que convierte al Sián en el Lamborghini de producción más potente de su historia. Por primera vez en el mundo, ningún otro vehículo híbrido suave ha tenido una conexión directa entre el motor eléctrico y las ruedas, con una entrega de 720 N·m (531 lb·pie) de par máximo.
La planta motriz está conectada a una transmisión semiautomática de siete velocidades, con un sistema de tracción total controlado electrónicamente y un diferencial mecánico automático trasero para un mejor manejo. También cuenta con aerodinámica activa y ruedas traseras directrices.
Además, añade otros 34 CV (25 kW) de potencia gracias a un motor eléctrico de 48 V integrado directamente a la transmisión, que permite alcanzar picos de corriente de hasta 600 A, ofreciendo un inmediato y mejor comportamiento al acelerar y al cambiar de marcha. Alimentado por esta corriente, el motor eléctrico descarga el par motor directamente a las ruedas traseras. El flujo de potencia eléctrica es simétrico, lo que garantiza la misma eficiencia durante la carga y la descarga, sin sobrecalentamientos. La energía para el motor eléctrico se almacena en una unidad de supercondensador, en lugar de las baterías de iones de litio convencionales, ya que esta innovadora arquitectura ligera híbrida suave es tres veces más potente que una batería del mismo peso y, además, tres veces más potente que una celda del mismo peso. La unidad de supercondensador está integrada en el motor eléctrico en la transmisión para una mejor distribución de peso.
La unidad instalada en el automóvil es una evolución del motor de arranque del Aventador y puede almacenar diez veces más potencia que la unidad en la que se basa. Un sistema de freno regenerativo aprovecha la inercia que ayuda a generar suficiente energía para recargar los supercondensadores. El motor eléctrico contrarresta el efecto de la desaceleración, es decir, el sistema se recarga con el motor de combustión interna y a través de la frenada regenerativa, proporcionado un impulso de potencia a velocidades de hasta 130 km/h (81 mph), siendo en ese momento cuando se desconecta el "e-motor". La planta motriz admite maniobras a baja velocidad, como estacionarse y dar marcha atrás.
Las mejoras realizadas en él, ayudan a acelerarlo de 0 a 100 km/h (0 a 62 mph) en 2.8 segundos, de recuperarse de 70 a 120 km/h (43 a 75 mph) en 1.2 segundos y alcanzar una velocidad máxima limitada electrónicamente de 350 km/h (217 mph).
| Distribución (automóvil)                          | DOHC 4 válvulas por cilindro (48 en total) con VVT                                                              |
| Diámetro x carrera                                | 95 x 76,4 mm (3,74 x 3,01 pulgadas)                                                                             |
| Relación de compresión                            | 11.8 ± 0.2 |
| Alimentación                                      | Inyección multipunto, naturalmente aspirado                                                                     |
| Potencia máxima                                   | 785 CV (774 HP; 577 kW) @ 8500 rpm (gasolina) 34 CV (25 kW) (e-motor) 819 CV (808 HP; 602 kW) (total combinado) |
| Par máximo                                        | 35 N·m (26 lb·pie) (e-motor) 720 N·m (531 lb·pie) @ 6750 rpm (total combinado)                                  |
| Sistema de lubricación                            | Cárter seco |
| Emisiones de CO2                                  | 447 g (15,8 onzas)/km en el ciclo WLTP, Euro 6 - LEV 3 y convertidor catalítico de triple vía con sonda lambda  |
| Diferencial                                       | Autoblocante mecánico trasero, con control electrónico y embrague Haldex gen. IV                                |
| Aceleración de 0 a 200 km/h (0 a 124 mph)         | 8.6 segundos |
| Distancia de frenado de 100 a 0 km/h (62 a 0 mph) | 30 m (98,4 pies)                                                                                                |
| Distribución de peso                              | 43% delantero / 57% trasero                                                                                     |
| Corte de inyección (línea roja)                   | 8700 rpm |
| Capacidad del depósito de combustible             | 85 litros (22,5 galAm)                                                                                          |
| Densidad de potencia del supercondensador         | 2400 W (3,3 CV)/kg                                                                                              |

| 1.ª   | 2.ª   | 3.ª  | 4.ª   | 5.ª   | 6.ª   | 7.ª   | Reversa | Final |
| ----- | ----- | ---- | ----- | ----- | ----- | ----- | ------- | ----- |
| 3.909 | 2.438 | 1.81 | 1.458 | 1.185 | 0.967 | 0.844 | 2.929   | 3.55  |

## Diseño

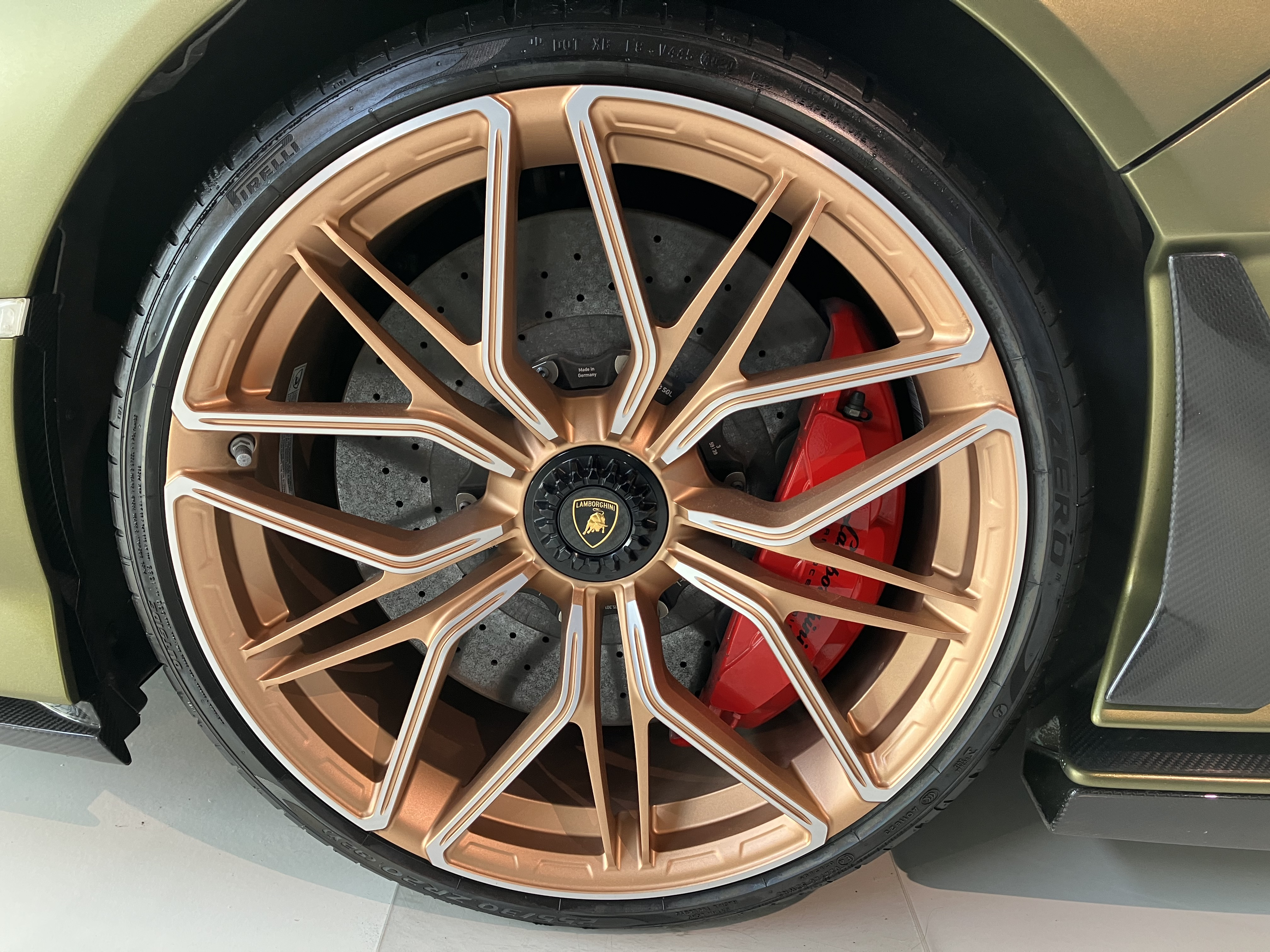
Detalle del rin y la llanta en el Museo Lamborghini

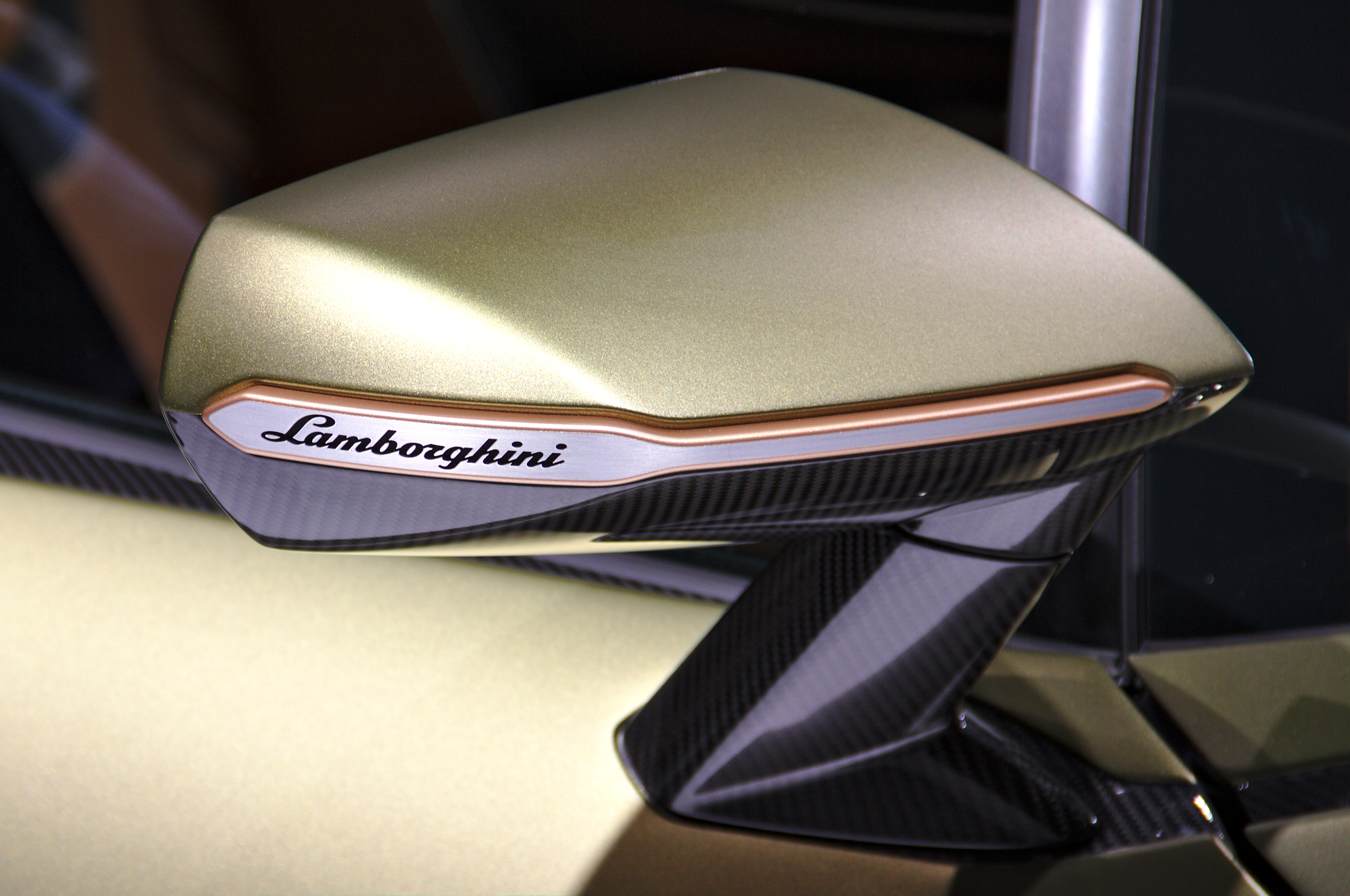
Espejo retrovisor derecho

Su diseño exterior incorpora una forma de cuña, una marca registrada del famoso diseñador de automóviles Marcello Gandini y lo mezcla con el diseño del concepto del Terzo Millennio, introducido dos años antes. Los faros diurnos en forma de "Y" están inspirados en el Terzo Millennio, mientras que en la parte trasera tiene un alerón trasero fijo activo con el número "63" para honrar el año de incorporación de la compañía en 1963, en relieve en sus alerones cuando crea carga aerodinámica, la cual se maximiza gracias a las prominentes tomas de aire NACA laterales detrás de las puertas para refrigerar el motor, así como al gran divisor (splitter) delantero de fibra de carbono.
Un panel de vidrio transparente "periscopio" se extiende desde el centro del techo y vuelve a rodar hacia la cubierta del motor de listones, que agrega luz y visibilidad para los ocupantes, mientras que las seis luces traseras de led hexagonales que se alinean con las colas de escape, son una inspiración del Countach con sus líneas cortantes. Su carrocería es un monocasco hecho completamente de fibra de carbono, un techo electrocrómico y las superficies móviles son controladas por materiales inteligentes, con líneas nunca antes vistas.
También se agrega una nueva tecnología de comportamiento autónomo, ya que en la parte posterior del cofre, hay unos flaps de ventilación autónomos accionados por materiales inteligentes, sensibles por su naturaleza a la temperatura. Estos flaps se abren de forma autónoma cuando la temperatura en la zona de los escapes es demasiado alta, sin la ayuda de controles eléctricos ni sensores, usando únicamente la deformación térmica del material. Junto con el ala, se utilizan paletas de refrigeración activas en la parte trasera, que se activan con el material inteligente que reacciona al calor. Cuando se alcanza una cierta temperatura, las paletas giran para un flujo de aire adicional.
El interior se basa en gran medida al del Aventador, pero la consola central se ha ordenado y una pantalla táctil de retrato vista por primera vez en el Huracán Evo, siendo una de las diferencias clave. La tapicería de cuero ha sido realizada por Poltrona Frau, una empresa italiana de muebles y las piezas impresas en 3D se utilizan en el interior por primera vez. También presenta en el habitáculo elementos recurrentes, como la forma en "Y", el hexágono y una minuciosa perfección en los detalles.

## Versión Roadster

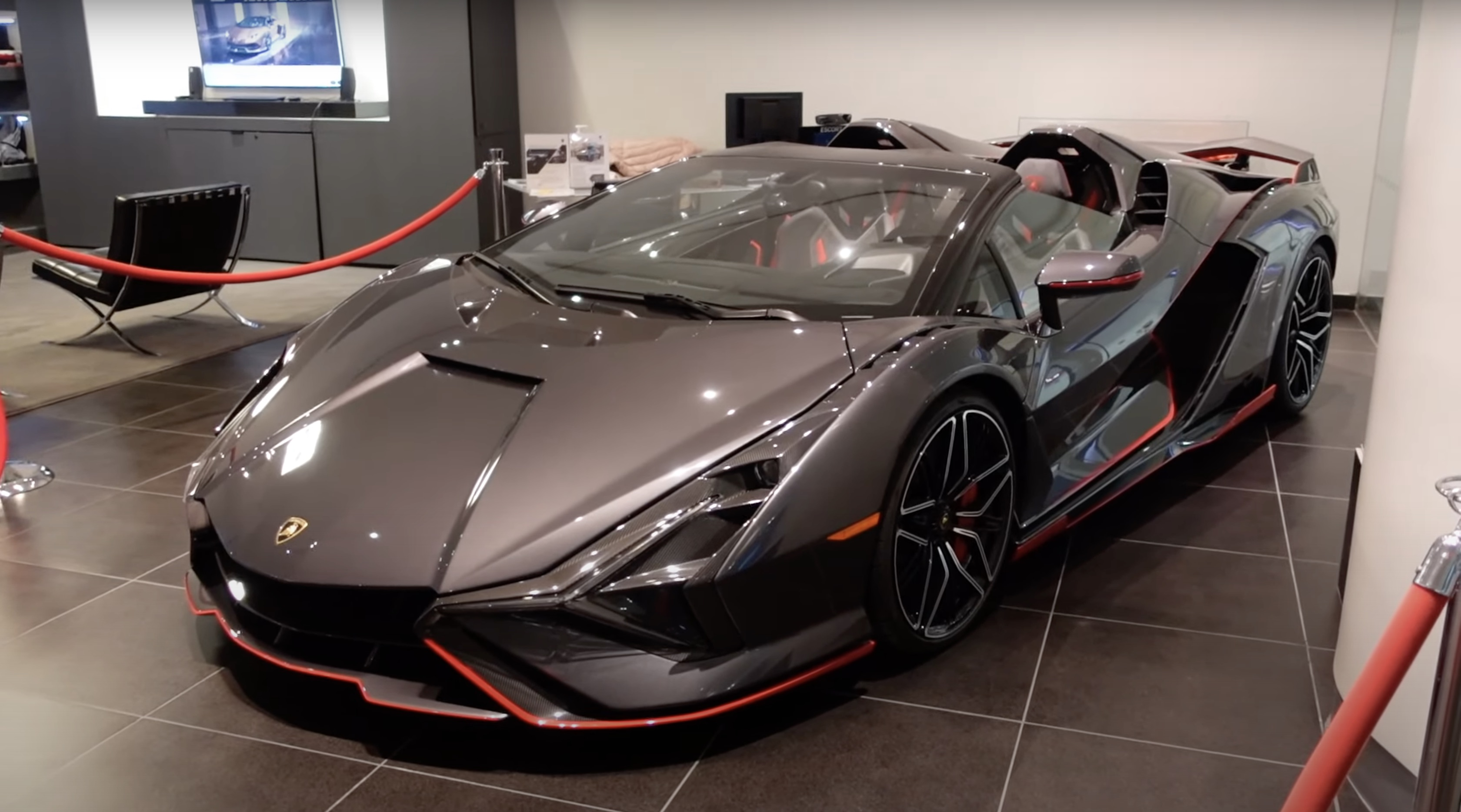
En exhibición en julio de 2022

En julio de 2020, se presentó la versión roadster del Sián en un nuevo color llamado Blu Uranus (azul Urano). Mecánicamente es similar al cupé, conservando la misma motorización y el sistema híbrido de supercondensadores. En la parte trasera, cuenta con salidas de aire de fibra de carbono impresas en 3D en las que los clientes pueden agregar sus iniciales, haciendo que cada coche sea único. Según el propio fabricante, ciertos elementos están inspirados en el Countach, incluyendo la línea de “periscopio” que termina en las salidas de aire detrás del habitáculo, así como las seis calaveras hexagonales. También utiliza un par de alerones traseros que, aunados a las paletas activas de enfriamiento hechas de materiales patentados sensibles a la temperatura, reaccionan al calor del sistema de escape al rotar y enfriar el motor.
En su diseño exterior resaltan líneas futuristas de diseño en el cupé, con la cabina siempre abierta. Las largas formas de su contorno y sus aletas aerodinámicas le dan una gran imagen. La parte frontal es muy baja, donde un divisor (splitter) fabricado en fibra de carbono, alberga los faros en forma de "Y". Tiene una silueta completamente aerodinámica, donde el flujo de aire se mueve a través de los divisores delanteros y el cofre, además de las salidas de aire laterales, sus dos jorobas también de fibra de carbono con una pequeña abertura hexagonal que deja pasar el aire y el alerón trasero retráctil. Con todo esto, logra menor resistencia al viento. Otro avance novedoso son las aletas de enfriamiento activo en la parte trasera, para las que se han utilizado una tecnología de ciencias de materiales patentada por la marca.

## Producción
Su producción se limitaría a 63 en carrocería cupé y 19 roadsters, para un total de 82 unidades, mismas que ya habían sido vendidas. La división Ad Personam de la firma sería responsable de su fabricación.

## En la cultura popular

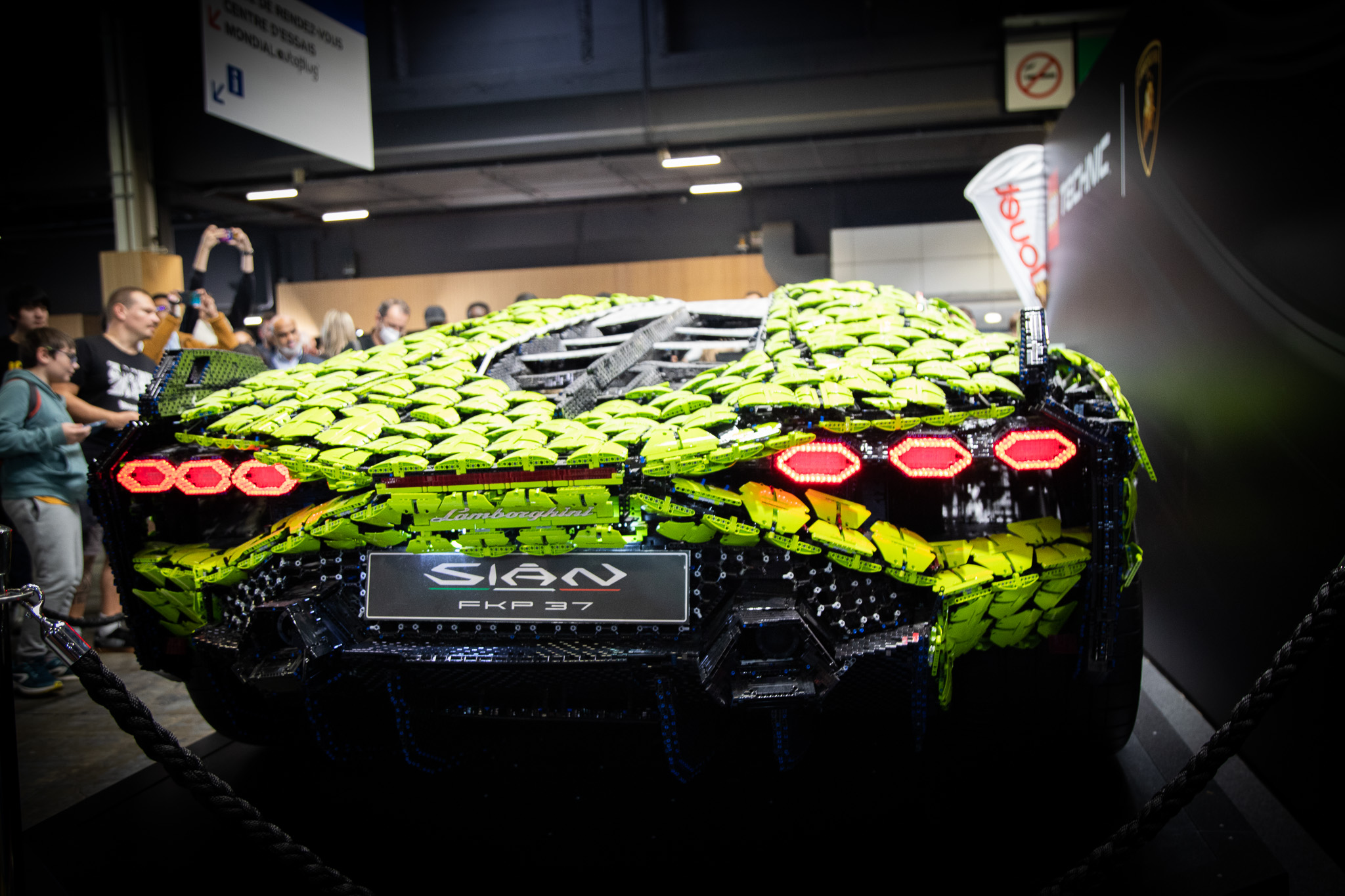
Vista trasera de la versión LEGO en octubre de 2022

La compañía de juguetes LEGO® creó un exclusivo modelo a escala 1:8, durante 9 meses de estrecha colaboración con los diseñadores de Lamborghini, 8660 horas de trabajo y 400 000 elementos Technic™ en planta de producción de Kladno, República Checa, que posiblemente sea la réplica más realista construida. Mide aproximadamente 13 cm (5,1 pulgadas)  de altura, 60 cm (23,6 pulgadas) de largo y 25 cm (9,8 pulgadas) de ancho, que incluye una placa de exhibición decorativa, así como su propio número de serie dentro del cofre, que permite desbloquear contenidos en línea, además de una bolsa de viaje especialmente diseñada debajo de este. Es presentado en una caja especial, acompañado de dos libros de instrucciones de construcción de gran diseño e impresiones en alta calidad, con ilustraciones y entrevistas. Es una fiel representación del original en un llamativo verde limón con rines dorados. Está compuesto por un total de 3696 piezas.
Los diseñadores de LEGO trabajaron en el botón que permite abrir sin esfuerzo las puertas de tijera, mientras que para los rines, el equipo sabía que no podría reproducir el coche con fidelidad, así que luego de un meticuloso proceso de experimentación, optaron por el lacado en tambor para pintar los elementos en color dorado y replicar a la perfección el brillo y el acabado de unos de verdad. El V12 cuenta con pistones móviles, mientras que las ruedas cuentan con auténticos discos y calipers, que reproducen el diferencial trasero. El volante funciona de verdad y se puede usar para dirigir el coche y maniobrar. Además, las paletas de cambio permiten controlar la transmisión y parecía un problema simular el complejo funcionamiento de esta para luego esconderla adentro, así que la solución fue crear pequeñas ventanas en la parte inferior que permitan ver los engranajes en funcionamiento.